# ماريمبافون

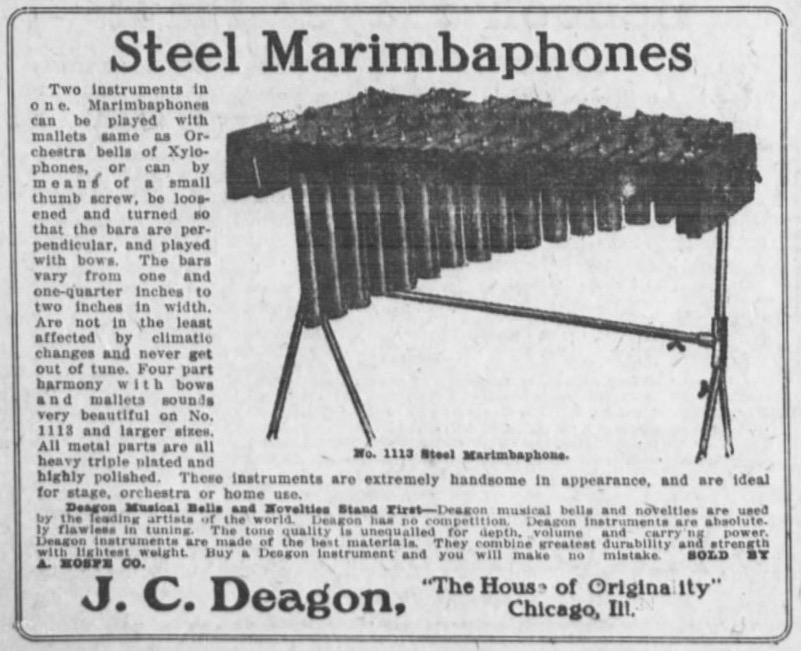
إعلان الماريمبافون

الماريمبافون (بالإنجليزية: marimbaphone)‏ هي آلة إيقاعية مضبوطة الحدة لم تعد مستعملة، طورتها شركة جي.سي. ديغان في شيكاغو، إيلينوي بالولايات المتحدة في أوائل القرن 20.
يتكون الماريمبافون من ألواح فولاذية مرتبة بكروماتيكيا مع أنبوب رنان تحت كل لوح. جرسها يشبه جرس السيليستا، وكانت تستعملها بشكل أساسي فرق الماريمبا ويستعملها الفنانون المسرحيون كآلة سولو (Blades 2001).
بالإضافة لعزفه باستعمال المطارق بالطريقة التقليدية (مثل عزف الماريمبا والفيبرافون)، صمم الماريمبافون بحيث يمكن تدوير ألواحه من وضع أفقي إلى وضع عمودي، مما يسهل العزف عليها باستعمال قوس. تصنع نهايات الألواح مقعرة بدل مسطحة لتسهيل العزف بالقوس أكثر. يمكن عزف ماريمبافون واحد من طرف أكثر من موسيقي واحد، مما يسمح باستعمال كلتا التقنيتين في آن واحد.
بالرغم من الاستعمال القليل للآلة مقارنة بالآلات الأخرى في الموسيقى الفنية (كان بيرسي غراينجر من الملحنين القلائل الذين طلبوا العزف عليها)، يوجد اسمها في عدة تدوينات حيث يقصد به الماريمبا العادية.

## وصلات خارجية
- معرض ماريمبافون الفولاذ ديغان من متحف مجتمع الفنون الإيقاعية